# Kallarasanahalli, Mulbagal
Kallarasanahalli là một làng thuộc tehsil Mulbagal, huyện Kolar, bang Karnataka, Ấn Độ.